# Chrysoperla rotundata
Chrysoperla rotundata är en insektsart som först beskrevs av Navás 1929.  Chrysoperla rotundata ingår i släktet Chrysoperla och familjen guldögonsländor. Inga underarter finns listade i Catalogue of Life.